# 黃柑瀆
黃柑瀆，現在又稱黃柑瀆村，一個自然村落。
居民以黃姓為主，位於太湖西濱，位於舊瀆北邊，屬於江蘇宜興市周鐵鎮。以种植番茄为主要经济收入来源。